# Brian James Fox
Brian James Fox es un baterista conocido por su trabajo en los dos álbumes de glam metal de White Tiger y como miembro de Silent Rage

## White Tiger
Fox fue reclutado por el guitarrista principal y líder de la banda Mark St. John , un exmiembro de Kiss después de ser recomendado por su técnico de guitarra y el bajista de White Tiger, Michael Norton.

## Silent Rage
Después de que el White Tiger original se separó, Brian se unió a la banda Slent Rage, quienes tenían una conexión con Kiss, ya que el segundo álbum de la banda fue firmado con Simmons Records de Gene Simmons. Además, como se dijo anteriormente, Mark se retiró del negocio de la música. Sin embargo, después del 11 de septiembre, Mark se reincorporó a su Silent Rage para una actuación especial única cuando se le pidió a Silent Rage que se reuniera para tocar en el Concierto Benéfico del Ejército de Salvación en noviembre de 2001 en el Galaxy Theatre en Santa Ana, California. Este beneficio especial fue organizado y presentado por Steve Brownlee, quien había firmado Silent Rage para su álbum debut "Shattered Hearts". También en el cartel estaban Joshua Perahia, Jeff Fenholt, Neil Grusky (Takara), Paul Shortino, Don Dokken, Barry Sparks y SQS.

## Discografía

### Con White Tiger
- White Tiger
- Raw

### Con Silent Rage
- [2] Don't Touch Me There (1989)
- [3] Still Alive (2001)

## Canciones con White Tiger

### White Tiger
1. "Rock Warriors" - 5:28
2. "Love/Hate" - 5:51
3. "Bad Time Coming" - 6:01
4. "Runaway" - 5:00
5. "Still Standing Strong" - 5:26
6. "Live To Rock" - 4:09
7. "Northern Wind" - 5:13
8. "Stand And Deliver" - 4:38
9. "White Hot Desire" - 4:36

## Pistas
1. Do You Want Me
2. You're the One
3. Small Dose of Lovin'
4. What Ya Doin'
5. Day of the Dog
6. Lord of the Fire
7. Love Me or Leave Me
8. She's the Kind of Girl
9. Razor Rock
10. Brother the Devil
11. I'm a Lover
12. Pull It Tight
13. Love Me or Leave Me [Keyboard Version]
14. Baby (Somethin' About You)
15. Out Rockin'
16. Makin' Love
17. Fallin' in Love
18. You're Breakin' My Heart
19. Interlude/Little Pussy [instrumental]
20. Big Cat Strut [instrumental]

## Canciones con Silent Rage

### Don't Touch Me There
1. Runnin' On Love
2. I Wanna Feel It Again
3. Tonight You're Mine
4. Rebel With A Cause
5. Touch Me
6. Tear Up The Night
7. Shake Me Up
8. Don't Touch Me There
9. Can't Get Her Out Of My Head
10. All Night Long
11. I'm On Fire

### Still Alive
1. Still Alive
2. Unchained
3. Whiskey Woman
4. Livin For The Moment
5. At My Command
6. Is It My Body
7. When The Night Is Over
8. The Hunger
9. Remember Me
10. I'm Back
11. Whiskey Woman